# Nzingha Corona
Nzingha Corona est une corona, formation géologique en forme de couronne, située sur la planète Vénus par 68,7° N et 205,7° E. Elle est localisée dans le quadrangle de Pandrosos Dorsa. Elle a été nommée en référence à Nzingha, reine du royaume de Ndongo et du royaume de Matamba dans l'actuel Angola (1582-1663), antérieurement Nzingha Patera. 

## Géographie et géologie
Nzingha Corona couvre une surface circulaire d'environ 140 km de diamètre. 